# Sør-Lenangen
Sør-Lenangen est une localité du comté de Troms, en Norvège.

## Géographie
Administrativement, Sør-Lenangen fait partie de la kommune de Lyngen.